# 瀬高警察署
瀬高警察署（せたかけいさつしょ）は、福岡県警察にかつて存在した警察署の一つ。2010年（平成22年）4月1日に柳川警察署と統合され、警部交番となった。

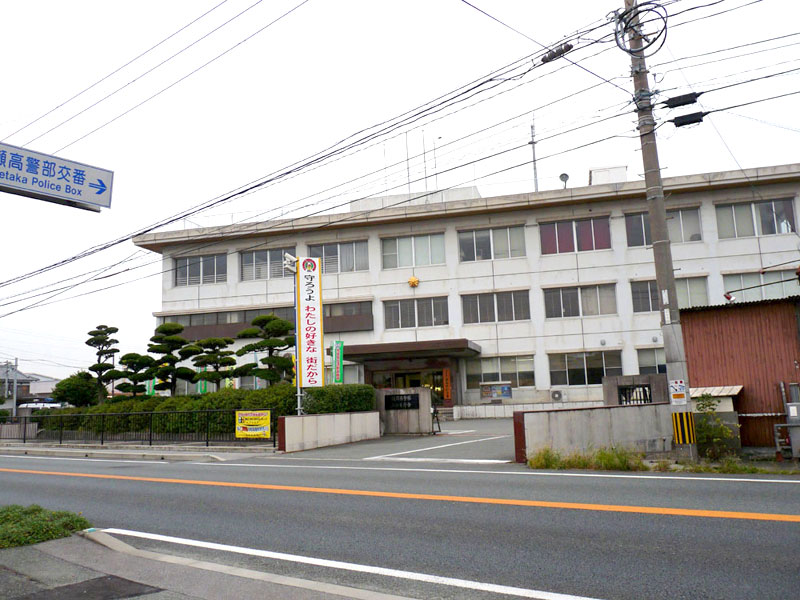
瀬高警部交番の入口付近。門には「福岡県警察みやま庁舎」と表示されている。

## 所在地
- 〒835-0024　福岡県みやま市瀬高町下庄501番地4

（国道209号線沿い、「瀬高町役場前」信号交差点より南へ約600m。）

## 管轄区域
- みやま市のうち瀬高町及び山川町（旧山門郡域）

## 沿革
- 1876年（明治9年） - 瀬高宿の駅伝所（山門郡下庄町村字田代）に巡査屯所を開設。
- 1877年（明治10年）2月25日 - 柳河警察署瀬高警察分署を開設。
- 1926年（大正15年）4月1日 - 柳河警察署から分離独立し瀬高警察署に昇格。
- 1930年（昭和5年）8月12日 - 山門郡瀬高町大字下庄1631番地に庁舎移転。
- 1948年（昭和23年）3月7日 - 旧警察法施行に伴い国家地方警察三山地区警察署と自治体警察瀬高町警察署に分離。
- 1951年（昭和26年）10月1日 - 自治体警察瀬高町警察署を廃止し、国家地方警察三山地区警察署に吸収統合。
- 1954年（昭和29年）7月1日 - 改正警察法施行により県警察が発足し、福岡県瀬高警察署となる。三池郡高田村の管轄を大牟田警察署へ移管。
- 1982年（昭和57年）3月13日 - 現庁舎新築移転。
- 2003年（平成15年）8月27日 - 県下全域交番駐在所再編により、松田、上庄、本吉、原町、小田の駐在所を廃止し、尾野駐在所を山川駐在所に改称。
- 2010年（平成22年）4月1日 - 県下警察署再編成に伴い、瀬高警察署を廃止、柳川警察署に統合。

## 組織（廃止前）
- 総務警備課
- 会計課
- 生活安全刑事課
- 地域交通課

## 交番
| 名称     | 読み     | 所在地                      | 電話番号     |
| -------- | -------- | --------------------------- | ------------ |
| 駅前交番 | えきまえ | みやま市瀬高町下庄2315番地1 | 0944-63-7600 |

## 駐在所
| 名称         | 読み         | 所在地                      | 電話番号     |
| ------------ | ------------ | --------------------------- | ------------ |
| 長田駐在所   | ながた       | みやま市瀬高町長田3305番地1 | 0944-63-2427 |
| 南瀬高駐在所 | みなみせたか | みやま市瀬高町大神1350番地1 | 0944-63-6500 |
| 山川駐在所   | やまかわ     | みやま市山川町尾野2011番地1 | 0944-67-2577 |